# 森山花奈
森山 花奈（もりやま かな、1986年3月29日 - ）は京都府出身の元グラビアアイドル。

## 来歴
2006年初めからシャテンなどの撮影会や君恋ステーションなどのイベントに出るようになったが、2006年秋に「週刊アスキーグラビアオーディション」、「@ミスティポケットクイーンオーディション」で連続してグランプリを獲得したのが直接のきっかけで本格的にグラビア活動を開始した。
グラビア初登場は雑誌『Beppin-School』。その後も同誌にはよく登場し、2008年3月号の「読者が選ぶ理想の妹コンテスト 第四学期」では1位を獲得した。
アイドルイメージDVDは合計9本出しており、2ndイメージ「KANA BOX」は完売した。
8thイメージまではマイナー系のレーベルから単体イメージDVDを出していた。
2009年に入ってから出した9thイメージは売れ筋の「究極乙女」シリーズから発売した。
キャッチコピーは「まるじりーた」、「Tバックプリンセス」、「桃しりん」、「被虐系アイドル」、「美尻グラドル」。
チャームポイントは尻。うつ伏せの姿勢でもつぶれない丸いお尻が特徴。グラビアでは「美尻」、「桃尻」をテーマにしたものが多く、Tバックがメイン。なお、メディアによって露出度をコントロールしており、イベントや無料コンテンツではTバックの着用はしなかった。
特技でもある「水着ブリッジ」をテレビ番組、グラビアやイベントなどで披露している。DVD発売イベントで行われた「水着ブリッジの下を通るとHAPPYになれる」という企画はニュースなどでも取り上げられた。アーネスト・ホースト（格闘家）、飯田譲治（映画監督）、野澤亘伸（プロカメラマン）、井上貴子（プロレスラー）、石田高聖（自称プロトレーダー）、西健一（元カリスマクリエーター）といった著名人も森山花奈の水着ブリッジの下を通っている。
CSテレビ系アイドル番組、男性雑誌やファッション雑誌、お菓子系雑誌、写真雑誌、週刊誌などのグラビアやWebグラビアをメインに活躍しており、マンション広告CMにも出演。2008年には女優としての活動も始め、心霊アイドルドキュメンタリーホラーDVD呪女シリーズ（主演）や、まいっちんぐマチコ先生実写版6（ヒロミ役）など、活動の幅を広げていた。
写真週刊誌FLASHの2009年3月17日号に掲載されたグラビアの中で、将来の活動について意欲を表明していたが、2009年4月中旬に自身のブログ「森山花奈のおとぎの国」で突然、「森山花奈を卒業します。お許しください」旨の記述をし、同ブログは同4月30日に閉鎖された。

## 人物
- 趣味はカメラ、旅行、インターネット。
- 特技はフラダンス、水着ブリッジ、カメラ、韓国語。
- 資格は秘書技能検定、情報処理検定、タイピングエキスパート検定、英検、漢検、普通自動車免許、 ISO 14001 内部監査員、 ISO 9001 内部監査員など。

## 出演

### TV
- スク水温泉（CSエンタ!371）
- ZAK THE QUEEN（CSエンタ!371）
- コスチュームプリンセス（CSエンタ!371）
- 美少女デラックスTV（CS275）
- ファンキーチューズデイ（サンテレビ）
- 誘惑のマーメイド（MONDO21）
- 宇宙一せまい授業!（あっ!とおどろく放送局）
- 森山花奈の萌えリンピック（あっ!とおどろく放送局）
- キッズナビゲーション（テレビ神奈川）

### 映画
- まいっちんぐマチコ先生　ビバ!モモカちゃん!!（株式会社ティーエムシー）

### イメージDVD
1. 「ハツカナ」（2007年5月、スパイスビジュアル）
2. 「KANA BOX」（2007年12月、ビーエムドットスリー）
3. 「森山花奈/ぺぺろんちいの・尻ちいの」（2008年1月、オルスタックピクチャーズ）
4. 「ミラクル★アイドル」（2008年3月、アルドゥール）
5. 「プリンセスT」（2008年5月、プリンセス）
6. 「プリンセスV」（2008年5月、プリンセス）
7. 「JUICY×JUICY magazine vol.1 森山 花奈」（2008年6月、ぱっぷる）
8. 「KANA BOX2」（2008年8月、プリンセス）
9. 「究極乙女 森山花奈」（2009年2月、メディア・フォース）

### その他のDVD
1. 「ヴァモス！ ブラジル体操」（2008年8月、JVD Sports）

### デジタル写真集
1. セルポ Vol.1（2007年、ブレーブエンタテインメント）
2. コスプレ Vol.1（2007年、ブレーブエンタテインメント）

### CM
- グランディム（マンション）

### Web
- JUICY×JUICY カバーガール(TFM+)
- デスクトップGALコレクション TOPアイドル]
- アイドルCheck!
- グラドル女学院四期生

### 雑誌
- B.L.T.
- 週刊FLASH
- スコラ
- 週刊FRIDAY
- ZENKAI!エンタメ
- ヤングアニマル嵐
- ザ・ベストマガジン
- クリーム
- Ya! Hip & Lip
- すッぴん エボリューション
- DVD DELUX
- Samurai ELO
- EX MAX
- EX大衆
- DVD MAX
- フォトテクニック
- カメラ・ライフ
- Beppin-School
- Chu スペシャル
- 週刊SPA!
- 週刊アスキー
- エキサイター
- 金のEX

### 新聞
- 夕刊フジ
- 日刊ゲンダイ
- ナイタイスポーツ